# (1006) Lagrangea
(1006) Lagrangea – planetoida z pasa głównego asteroid okrążająca Słońce w ciągu 5 lat i 221 dni w średniej odległości 3,15 au. Została odkryta 12 września 1923 roku w Obserwatorium Simejiz na górze Koszka na Półwyspie Krymskim przez Siergieja Bielawskiego. Nazwa planetoidy pochodzi od Josepha Lagrange’a, francuskiego astronoma. Przed jej nadaniem planetoida nosiła oznaczenie tymczasowe (1006) 1923 OU.